# Piper fresnoense
Piper fresnoense är en pepparväxtart som beskrevs av Trel. & Yunck.. Piper fresnoense ingår i släktet Piper och familjen pepparväxter. Inga underarter finns listade i Catalogue of Life.